# Raul Brandão Era um Grande Escritor...
Raul Brandão Era um Grande Escritor... é uma curta-metragem documental portuguesa de 2012, realizada por João Canijo. O filme retrata o modo como a comunidade de Nespereira, a terra que o escritor Raul Brandão (1867–1930) adotou como sua, conhece e preserva os rastos da sua vida. Narrada por Nuno Lopes, a obra conta com entrevistas a descendentes do escritor, como Manuel Roque e Maria Isabel Figueiredo, bem como de habitantes da freguesia.
A primeira exibição em Portugal de Raul Brandão Era um Grande Escritor... decorreu a 22 de abril de 2012, no âmbito do evento Guimarães 2012: Capital Europeia da Cultura. O filme foi eleito a melhor curta-metragem documental do ano nos Prémios Sophia da Academia Portuguesa de Cinema.

## Sinopse
Em Nespereira (Guimarães), local onde Raul Brandão viveu, procura-se pelos vestígios do autor. Sobrevivem dois níveis confusos quanto à sua memória. Por um lado, a veneração de um génio esquecido, pelos seus descendentes. Por outro, o desinteresse da população em geral, que desconhece ou não se identifica com Raul Brandão. As memórias tradicionais da pessoa real mesclam-se entre uma rejeição geral do escritor e a lembrança da senhora da casa rica (a habitação de Brandão) onde se ia pedia esmola. O exemplo de Raul Brandão é apresentado como um paradigma da dificuldade do património cultural e histórico português se construir e deixar marcas.

## Produção
Raul Brandão Era um Grande Escritor... foi produzido pela produtora cinematográfica portuguesa Midas Filmes em conjunto com a Fundação Cidade de Guimarães, no âmbito do evento Capital Europeia da Cultura de 2012.

## Intervenientes
- Nuno Lopes (Narração);
- Manuel Roque;
- Maria Isabel Figueiredo;
- António Pinto Mesquita;
- Américo Ribeiro;
- Fernando da Costa;
- Carlos Mota;
- Maria José Peixoto;
- Armindo Lopes;
- Mónica Machado;
- Mónica Oliveira;
- Francisco de Faria;
- Raúl Pinto;
- Emília Salgado Abreu.

## Equipa técnica
- Realização e argumento: João Canijo.
- Direção de fotografia: Mário Castanheira.
- Montagem: João Braz.
- Assistente de realização: Rui Macedo.
- Som: Carlos Conceição.
- Montagem e mistura de som: Elsa Ferreira.
- Produção: Mário Gomes e Sofia Tonicher.
- Assistente de produção: Rute Gião.
- Produtor: Pedro Borges.[7]

## Lançamento
O filme estreou a 22 de abril de 2012 no Cinema São Mamede, em Guimarães, durante os eventos da Capital Europeia da Cultura 2012. João Canijo apresentou a obra também a 1 de maio do mesmo ano, no âmbito do Festival IndieLisboa, onde foi exibido fora de competição.
Raul Brandão Era um Grande Escritor... foi editado em DVD em setembro de 2019, enquanto bónus do pack Portugal: Um Dia de Cada Vez, que inclui o díptico Trás-os-Montes e Diário das Beiras.

## Reconhecimento crítico
Em 2013, Raul Brandão Era um Grande Escritor... foi galardoado com o prémio de Melhor Curta-metragem em Documentário, na 2ª edição dos Prémios Sophia.